# 西氏副脂䲁
西氏副脂䲁（學名：Paraclinus sini），為輻鰭魚綱䲁形目脂䲁科副脂䲁屬的一個種，分布於中東太平洋墨西哥加利福尼亞灣及下加利福尼亞半島海域，深度0至15公尺，本魚體長，吻部尖，鼻孔、眼上方和頸背有觸鬚，鰓蓋骨有明顯的扁平三角形棘突，側線鱗片32-37枚，體通常為紅褐色或綠褐色雜色，頜有白色斑點，眼下有白色橫帶，眼後有傾斜的白色橫帶，有時在側面有分散的深色條紋，背鰭後半部有1-2個小眼斑，背鰭硬棘28-30枚、背鰭軟條0枚、臀鰭硬棘2枚、臀鰭軟條16-20枚，體長可達6公分，棲息在海草生長的礫石區，以無脊椎動物為食，生活習性不明。